# Мохаммад Абу-Фані
Мохаммад Абу-Фані (івр. מוחמד אבו פאני, араб. محمد ابو فاني, нар. 27 квітня 1998, Кафр-Кара) — ізраїльський футболіст, півзахисник угорського клубу «Ференцварош».
Виступав, зокрема, за клуб «Маккабі» (Хайфа), а також національну збірну Ізраїлю.
Дворазовий чемпіон Ізраїлю. Чемпіон Угорщини.

## Клубна кар'єра
Народився 27 квітня 1998 року. Вихованець футбольної школи клубу «Маккабі» (Хайфа). Дорослу футбольну кар'єру розпочав 2017 року в основній команді того ж клубу, в якій того року взяв участь у 2 матчах чемпіонату. 
Згодом з 2017 по 2020 рік грав у складі команд «Хапоель» (Рамат-Ган), «Хапоель» (Хадера), «Маккабі» (Хайфа) та «Хапоель» (Хадера).
Своєю грою за останню команду знову привернув увагу представників тренерського штабу клубу «Маккабі» (Хайфа), до складу якого повернувся 2020 року. Цього разу відіграв за хайфську команду наступні три сезони своєї ігрової кар'єри. Більшість часу, проведеного у складі хайфського «Маккабі», був основним гравцем команди.
До складу клубу «Ференцварош» приєднався 2023 року. Станом на 4 вересня 2024 року відіграв за клуб з Будапешта 31 матч в національному чемпіонаті.

## Виступи за збірні
У 2016 році дебютував у складі юнацької збірної Ізраїлю (U-19), загалом на юнацькому рівні взяв участь у 9 іграх, відзначившись 3 забитими голами.
Протягом 2018–2020 років залучався до складу молодіжної збірної Ізраїлю. На молодіжному рівні зіграв у 7 офіційних матчах.
У 2020 році дебютував в офіційних матчах у складі національної збірної Ізраїлю.

## Титули і досягнення
- Чемпіон Ізраїлю (2):

«Маккабі» (Хайфа): 2020-2021, 2021-2022
- Чемпіон Угорщини (2):

«Ференцварош»: 2023-2024, 2024-2025